# Kevin Misher
Kevin Misher é um produtor e ex-executivo de filmes atualmente afiliado à Paramount Pictures. Alguns de seus trabalhos incluem Public Enemies, estrelando Johnny Depp, Christian Bale, Marion Cotillard, Channing Tatum e Billy Crudup, e dirigido por Michael Mann. O filme foi lançado em 1 de julho de 2009 pela Universal Pictures. Também lançado em 2009 foi Fighting, estrelando Channing Tatum e Terrence Howard, que foi lançado pela Rogue Pictures; e Case 39, um filme de horror estrelando Renee Zellweger e que será distribuído pela Paramount Pictures. Misher antes já produziu para a Universal o thriller político The Interpreter, dirigido por Sydney Pollack, estrelando Nicole Kidman e Sean Penn; e The Rundown, dirigido por Peter Berg, estrelando Dwayne "The Rock" Johnson, Seann William Scott e Christopher Walken.